# Redwood Tree
Singles de Van Morrison
Jackie Wilson Said (I'm in Heaven When You Smile)
(1972) Gypsy
(1972)
Redwood Tree est une chanson du musicien nord-irlandais Van Morrison parue en 1972 sur l'album Saint Dominic's Preview. La chanson sort comme deuxième single de l'album et se place alors en 98e place dans le Billboard Hot 100.

## Écriture
En avril 1971, Van Morrison et sa famille déménagent vers Marin County en Californie avant qu'il n'enregistre son précédent album Tupelo Honey. Sa maison est sur les flancs d'une colline dans un environnement très rural à proximité de San Francisco. Le biographe Johnny Rogan pense que la chanson Redwood Tree « consacre la beauté du comté de Marin ».
La chanson évoque la nostalgie et les souvenirs d'enfance, de manière similaire à ses chansons And It Stoned Me, Country Fair et Take Me Back. La différence avec Redwood Tree est qu'elle ne se déroule pas à Belfast ou en Irlande du Nord, où Morrison a grandi, comme le remarque Brian Hinton : « Redwood Tree est une chanson de réconciliation, qui semble greffer l'enfance de Van à Belfast sur la Californie, où poussent réellement des séquoias, « Keep us from all harm », une invocation à l'esprit du bois ancien ».

## Enregistrement
Redwood Tree est enregistrée en avril 1972 dans les Wally Heider Studios à San Francisco dans la même session que deux autres chanson de l'album Saint Dominic's Preview et I Will Be There. Le pianiste Tom Salisbury est l'arrangeur de ces trois chansons. Ayant l'oreille absolue, il a été en capacité d'en écrire les partitions à l'occasion d'appels téléphoniques avec Van Morrison.

## Musiciens
- Van Morrison : Voix et guitare rythmique
- Jules Broussard : saxophone ténor
- Bill Church : basse
- Gary Mallaber : batterie
- Doug Messenger : guitare
- Tom Salisbury : piano
- Jack Schroer : saxophones alto et baryton
- Janet Planet : voix
- Ellen Schroer : voix
- Mark Springer : voix

## Réception
Lors de sa sortie en single, Redwood Tree n'a pas le succès escompté par le critique Steven Holden de Rolling Stone : « Ce morceau magnifique et sensuel a le plus grand potentiel de l'album en tant que single à succès ». Billboard recommande le single et le qualifié de « forte ballade folk rock ». Il sort en tant que single mais n'atteint que la 98e place du Billboard Hot 100, ce qui en a fait un succès moindre que le single principal de l'album Jackie Wilson Said (I'm in Heaven When You Smile), qui a atteint lui la 66e place.
John Collis décrit la chanson comme « un rappel charmant, bien que quelque peu folklorique, de l'intérêt de Morrison pour la musique country à l'époque ».